# Garaeus argillaceus
Garaeus argillaceus là một loài bướm đêm trong họ Geometridae.